# Magdalena von Rudy
Magdalena von Rudy (* 1973 in Racibórz, Polen) ist eine freie Künstlerin, die sich insbesondere im Bereich der Videokunst betätigt.

## Leben
Von Rudy wanderte 1991 aus Polen nach Deutschland aus und war zunächst Mitglied der Theatergruppe „Brot und Spiele“ in Remscheid. Von 1995 bis 2001 studierte sie an der Kunstakademie Düsseldorf in der Klasse von Tony Cragg, wo sie auch ihr Diplom als Meisterschülerin erhielt.
2006 gewann sie den 12. Marler Videokunst-Preis mit ihrer Arbeit Persona Syndrom, die den Film Persona von Ingmar Bergman thematisiert.
Von Rudy arbeitet seit vielen Jahren auch kunstpädagogisch, so an der Bergischen Universität Wuppertal und der Hochschule Düsseldorf. Im Jahr 2009 war von Rudy „Visiting Professor“ an der Wladyslaw-Strzeminski-Kunstakademie im polnischen Lodz.
Von 2016 bis 2018 forschte sie im Rahmen des Projektes „Kunstlabore“ der Alanus-Hochschule für Kunst und der Merkator-Stiftung an künstlerischen Herangehensweisen im Schulkontext.
Von Rudy lebt in Wuppertal. Sie stellt regelmäßig aus, so 2019 in der Ausstellung D-Polytop in der Kunsthalle Düsseldorf.

## Auszeichnungen und Stipendien
- 2015 Projektförderung der Film- und Medienstiftung NRW
- 2013 Projektförderung der Wuppertaler Kulturfonds
- 2010 Stipendium der Kunststiftung NRW
- 2009 Projektförderung des Filmlaboratorium NRW
- 2008 Nominierung: Kunstpreis der Böttcherstrasse in Bremen 2009 (short list); Nominierung: Preis der Nationalgalerie Berlin für junge Kunst 2009 (long list)
- 2006 1. Preis des 12. Marler Video-Kunst-Preis
- 2000 Stipendium Soroptimist International

## Ausstellungen
- 2019 D-Polytop. Kunst aus Düsseldorf, Kunsthalle Düsseldorf
- 2018 „Ringmodulator“, Kunstraum Düsseldorf; Hartware MedienKunstverein (HMKV), Dortmunder U; „Everything represents. Nothing is.“ Gävle Konstcentrum (Schweden)
- 2017 Screening beim 71. Internationalen Bergischen Kunstausstellung; Kunstmuseum Solingen
- 2015 „Beobachtungen/Observations“, Hartware MedienKunstverein im Dortmunder U
- 2014 31. Kasseler Dokfest, Kassel; „ZWEI NULL“ – 20 Jahre ArToll Kunstlabor, ArToll Kunstlabor, Bedburg-Hau
- 2012 „Donnerhall“ in Rahmen „Die Grosse Kunstausstellung NRW“, Museum Kunstpalast Düsseldorf; 66. Bergische Kunstausstellung, Kunstmuseum Solingen; „Bis Hier - 50 Jahre Kunstverein Bochum“, Kunstmuseum Bochum; „Die Sprache ist das Zuhause in dem wir leben“, Kunstfilmtag 012, Künstlerverein Malkasten Düsseldorf
- 2011 „New Entries“, Galerie FELBUSCHWIESENER, Berlin; „Showesque“, Dondrine, Wien (Österreich); „Tremor“, Galerie Slowboy, Düsseldorf; „Largo“, Feldbuschwiesener Galerie, Berlin
- 2010 „Ars Homo Erotica“, Nationalmuseum (Muzeum Narodowe) Warschau; „Höhepunkte der Kölner KunstFilmBiennale“, KW Institute for Contemporary Art Berlin; „Crisis“, Museum 25. Mai, Belgrad (Slowenien); „Un..schärfen des Dokumentarischen“, Kunstfilmtag 10, Künstlerverein Malkasten Düsseldorf; „Raising“, Black Box, Düsseldorf; Schnittraum, HDK Braunschweig
- 2009 Videonale 12, Kunstmuseum Bonn; Kunstpreis der Böttcherstraße in Bremen 2009, Weserburg Museum für moderne Kunst, Bremen; KunstFilmBiennale Köln, Internationaler Wettbewerb, Filmforum Museum Ludwig Köln; „I’m my own private dancer“, Jens Fehring Galerie, Frankfurt/Main
- 2008 „Beyond Stereotypes“, Neuer Aachener Kunstverein; Galerie Figge von Rosen – Raum für Video, Köln (Einzelausstellung); „In Silent Conversation with Ingmar Bergman“, Kunstmuseum Thun (Schweiz); „Untold Stories“, Galerie Gillian Morris, Berlin (Einzelausstellung); LOOP, Barcelona
- 2007 „Paralaksa“, Galerie XX1, Warschau (Polen) (Einzelausstellung); „Hide & Seek“, Skulpturenmuseum Glaskasten Marl (Einzelausstellung); 12. Marler Video-Kunst Preis, Kunstforum Ostdeutsche Galerie Regensburg; Foro Artistico, Medienkunstforum Hannover; „Mind Hacking“, Wewerka Pavillon Münster; Akademie Schloss Solitude Stuttgart, Kunstmuseum Siegen; KunstFilmBiennale 2007, Filmforum Museum Ludwig, Köln; „Filmische Wahrheiten“, Kunstverein Heidelberg
- 2006 „Persona Syndrom“, Kunstverein Bochum (Einzelausstellung); „Terms Of Privacy“, Galerie Zuzanna Mannke Essen (Einzelausstellung); 12. Marler Video-Kunst Preis, Skulpturenmuseum Glaskasten Marl; Kunstmuseum Kloster Unser Lieben Frauen Magdeburg, Kunsthalle Göppingen; 60. Bergische Kunstausstellung, Kunstmuseum Solingen
- 2005„Secret Garden“, Städtische Galerie Remscheid (Einzelausstellung); „Pronuncio: Amor“, Kunstverein, Leipzig (Einzelausstellung)
- 2004 „Love Shack“, Kunstraum Deltawerk, Solingen (Einzelausstellung); „Shining“, One-Hour-Ausstellungsraum, Berlin (Einzelausstellung)
- 2003 „Fenster nach nebenan“, Videoinstallation, Platz der Republik, Wuppertal
- 2002 Feminale, Filmfestival Köln
- 2001 14. Stuttgarter Filmwinter, Wand 5 e.V., Stuttgart; Leßmann & Lenser Galerie, Frankfurt (Einzelausstellung); „Blicke aus dem Ruhrgebiet“, Filmfestival Bochum

## Videoarbeiten
- 2016 Miho
- 2014/2018 Air (Bubble Sculptur Performance)
- 2013 König Mistico; Das Spiel: Love & Hate
- 2012 Vanity & Pleasure
- 2011 Hakan Lyndon
- 2010 Raising
- 2009 Dogma: Velvet Still
- 2008 Regnava nel silenzio
- 2008  Picnic
- 2007 Hide and Seek
- 2006 Sedimental Symmetry
- 2005 Persona Syndrom
- 2004 Medusa
- 2003 Pronuncio: Amor
- 2002 Scena
- 2002  Carrie vs. Miranda
- 2002  Shining
- 2002  Die Fahrt